# Волошин Владислав Валерійович
Владисла́в Вале́рійович Воло́шин (27 грудня 1988, Луганськ, УРСР — 18 березня 2018, м. Миколаїв, Україна) — військовий льотчик Повітряних сил Збройних сил України (2010 — січень 2017), майор запасу. Учасник бойових дій на сході України, здійснив 33 бойових вильоти. З грудня 2017 — в. о. генерального директора КП «Миколаївський міжнародний аеропорт».

## Біографія
Владислав Волошин народився 27 грудня 1988 року в місті Луганськ. Незабаром переїхав разом з батьками до с. Новодеркул Біловодського району Луганської області. У 2004 році закінчив 9 класів Новодеркульської ЗОШ та вступив до Луганського військового ліцею ім. Героїв Молодої Гвардії. У 2006 році вступив до Харківського університету Повітряних Сил. З 2010 року проходив військову службу у Збройних силах України. Льотчик 2-го класу.

### Війна на сході України
Здійснював бойові вильоти у складі сил антитерористичної операції.
Після першого вдалого бойового вильоту у травні 2014 року, достроково отримав звання капітана.
У липні—серпні 2014 льотчики Су-25 здійснювали по кілька бойових вильотів на день.
Вранці 16 липня пара Су-25М1 вилетіла в район Маринівки, літак Волошина (борт 08) був ведучим. Штурмовики влучно відстрілялись по колоні російської бронетехніки, яку виявили у лісосмузі, але ведений (борт 41) був пошкоджений противником з ПЗРК. Волошин супроводжував літак товариша та надавав інструкції. Пошкоджений літак скинув невідстріляні боєприпаси у Дніпро, льотчикам вдалось посадити літак на фюзеляж, без шасі, у Майорську, на ґрунт парашутного аеродрому, літак Волошина повернувся на базу у Дніпрі. Того ж дня Владислав здійснив ще один виліт на виконання бойового завдання поблизу українсько-російського кордону. Його пару, Су-25М1, бортовий номер 03 «синій», було підбито неподалік м. Амвросіївка з території РФ ракетою класу «повітря-повітря» російського винищувача МіГ-29 зі складу 19-го винищувального авіаційного полку 1-ї змішаної авіаційної дивізії. Пілот штурмовика встиг катапультуватись і був врятований українськими прикордонниками. Владислав Волошин через три дні був нагороджений Орденом «За мужність» III ст за супровід і підтримку свого підбитого веденого.

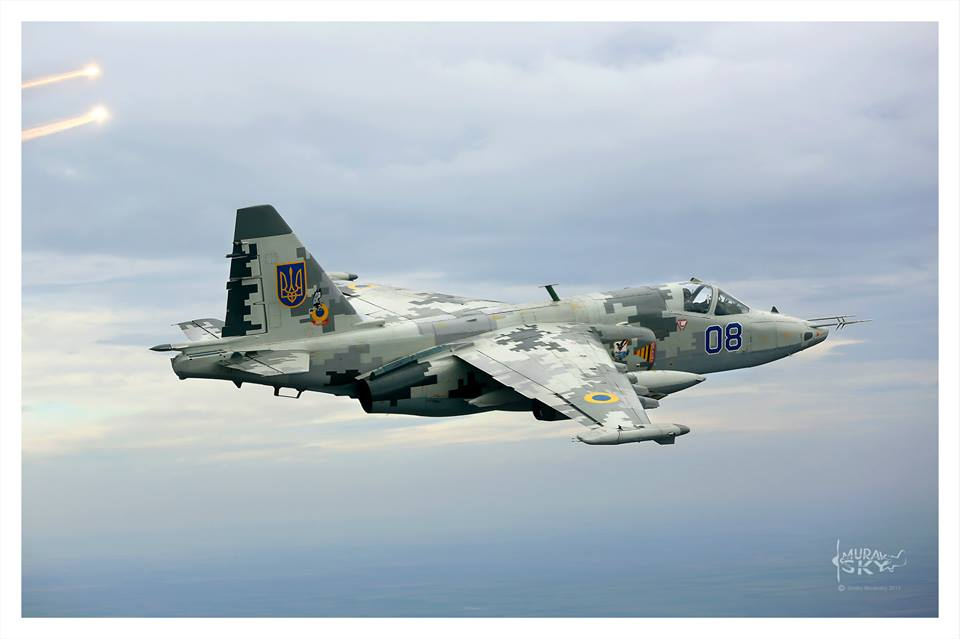
Літак Владислава Волошина, Су-25М1, бортовий номер 08 «синій».

29 серпня 2014 року на допомогу українським підрозділам, які під час виходу з Іловайська зазнали масованого удару зведених підрозділів бойовиків і частин регулярної армії РФ, було направлено дві пари штурмовиків Су-25. Владислав Волошин був ведучим першої пари Су-25, перед якою стояло завдання — знищити сили російських військових та проросійських бойовиків, які перекрили шлях виходу з Іловайська.
Пара Су-25 вийшла в район смт. Кутейникове, штурмовики розвернулися і завдали удару повним комплектом чотирьох підвісок некерованих ракет С-8 кожен по позиціям російських сил, спостерігаючи після залпу ураження бронетехніки та вантажівок. Обидва Су-25 після цього взяли курс на аеродром базування, і поверталися на гранично малій висоті — 50 метрів. Така висота знижує до мінімуму загрозу потрапити в поле зору ворожих засобів ППО. Проте літак Владислава Су-25М1, бортовий номер 08 «синій», був уражений і втратив керування.
Владиславу вдалось катапультуватись, проте під час катапультації був пошкоджений правий ліктьовий суглоб і зміщені хребці. Після приземлення льотчику вдалось дістатись напівзруйнованого війною будинку на околицях окупованого ворогом Старобешевого, де він знайшов цивільний одяг. Він кілька разів виходив на зв'язок мобільним телефоном, і домовився про евакуацію українськами медиками, які в ці дні вивозили поранених та загиблих з українських колон, що були розбиті під час виходу з Іловайська. Медики не змогли його забрати зі Старобешевого, і Владиславу прийшлося пішки виходити до с. Роздольне. Чотири доби знадобилося для виходу на вільну від російських сил територію. Владислав не був відзначений за бої під Іловайськом.
Російський агітпроп згадав про «льотчика Волошина» 22 грудня 2014 року, коли в Росії з'явився «таємний свідок», який вказав на Владислава Волошина, як на винуватця збиття Боїнга малайзійських авіаліній над Донецьком. Голандська комісія не знайшла жодних доказів, що говорили б про причетність штурмовика Су-25 до катастрофи — пасажирський літак було збито розрахунком зенітної установки Бук-М1.
Всього Владислав Волошин здійснив 33 бойових вильоти.

### Після служби у Збройних силах
2017 року звільнився зі Збройних сил. З 21 липня 2017 року призначений на посаду заступника генерального директора з авіаційних питань КП «Миколаївський міжнародний аеропорт». З 30 грудня 2017 року призначений виконувачем обов'язків генерального директора КП «Миколаївський міжнародний аеропорт».
18 березня 2018 року покінчив життя самогубством у себе вдома у Миколаєві, пострілом у груди з бойового пістолету марки ПМ без номерних знаків, помер близько 15:00 у лікарні швидкої медичної допомоги.
21 березня у Миколаєві пройшла велелюдна церемонія прощання з Героєм війни. В Одесі на Таїрівському кладовищі проведено кремацію, після чого прах передано на поховання у селі Новодеркул на Луганщині.
Залишились батьки, дружина та маленька дитина.

## Нагороди та вшанування
- Орден «За мужність» III ст. (19 липня 2014) — за особисту мужність і героїзм, виявлені у захисті державного суверенітету та територіальної цілісності України[19]
- 11 жовтня 2016 року за вагомі особисті досягнення у зміцнені обороноздатності та безпеки України, бездоганну військову службу, зразкове виконання військового обов'язку, високий професіоналізм нагороджений Почесною грамотою Кабінету Міністрів України.
- 14 вересня 2017 року нагороджений орденом «Народний Герой України».[20]
- 26 грудня 2017 року нагороджений почесною відзнакою голови Миколаївської обласної державної адміністрації «Святий Миколай Чудотворець» ІІІ ступеня.
- У травні 2015 року фото В'ячеслава Волошина було одним з 16 портретів на виставці Героїв війни на сході в Адміністрації Президента.[21]

## Матеріали
- Сергей Смоленцев, Иловайская трагедия: пять страшных дней майора Волошина [Архівовано 18 березня 2018 у Wayback Machine.](рос.) // Думська, 30 серпня 2016
- Галина Тытыш, Выполнить задачу. Военный летчик Владислав Волошин о боевых вылетах, использовании авиации и ложь российских СМИ [Архівовано 30 березня 2018 у Wayback Machine.](рос.) // Українська правда, 27 серпня 2015